# Patrik Iľko
Patrik Iľko (Bardejov, 16 febbraio 2001) è un calciatore slovacco, attaccante dello Žilina.

## Carriera

### Club
Cresciuto nel settore giovanile dello Žilina, ha esordito in prima squadra il 22 febbraio 2020 disputando l'incontro di Superliga vinto 0-1 contro il Pohronie.

### Nazionale
Ha giocato nelle nazionali giovanili slovacche Under-17, Under-18, Under-19 ed Under-21.

## Statistiche

### Presenze e reti nei club
Statistiche aggiornate al 5 ottobre 2021.
| Stagione         | Squadra          | Campionato       | Campionato | Campionato | Coppe nazionali | Coppe nazionali | Coppe nazionali | Coppe continentali | Coppe continentali | Coppe continentali | Altre coppe | Altre coppe | Altre coppe | Totale | Totale |
| Stagione         | Squadra          | Comp             | Pres       | Reti       | Comp            | Pres            | Reti            | Comp               | Pres               | Reti               | Comp        | Pres        | Reti        | Pres   | Reti   |
| ---------------- | ---------------- | ---------------- | ---------- | ---------- | --------------- | --------------- | --------------- | ------------------ | ------------------ | ------------------ | ----------- | ----------- | ----------- | ------ | ------ |
| 2018-2019        | Žilina II        | 2L               | 7          | 0          |                 | -               | -               |                    | -                  | -                  |             | -           | -           | 7      | 0      |
| 2019-2020        | Žilina II        | 2L               | 4          | 0          |                 | -               | -               |                    | -                  | -                  |             | -           | -           | 4      | 0      |
| 2020-2021        | Žilina II        | 2L               | 7          | 3          |                 | -               | -               |                    | -                  | -                  |             | -           | -           | 7      | 3      |
| 2021-2022        | Žilina II        | 2L               | 4          | 2          |                 | -               | -               |                    | -                  | -                  |             | -           | -           | 4      | 2      |
| Totale Žilina II | Totale Žilina II | Totale Žilina II | 22         | 5          |                 | -               | -               |                    | -                  | -                  |             | -           | -           | 22     | 5      |
| 2019-2020        | Žilina           | SL               | 7          | 1          | CS              | 1               | 0               |                    | -                  | -                  |             | -           | -           | 8      | 1      |
| 2020-2021        | Žilina           | SL               | 16         | 4          | CS              | 1               | 1               | UEL                | 1                  | 0                  |             | -           | -           | 18     | 5      |
| 2021-2022        | Žilina           | SL               | 4          | 0          | CS              | 0               | 0               | UECL               | 0                  | 0                  |             | -           | -           | 4      | 0      |
| Totale Žilina    | Totale Žilina    | Totale Žilina    | 27         | 5          |                 | 2               | 1               |                    | 1                  | 0                  |             | -           | -           | 30     | 6      |
| Totale carriera  | Totale carriera  | Totale carriera  | 49         | 10         |                 | 2               | 1               |                    | 1                  | 0                  |             | -           | -           | 53     | 11     |